# Karl Arnold (Politiker)

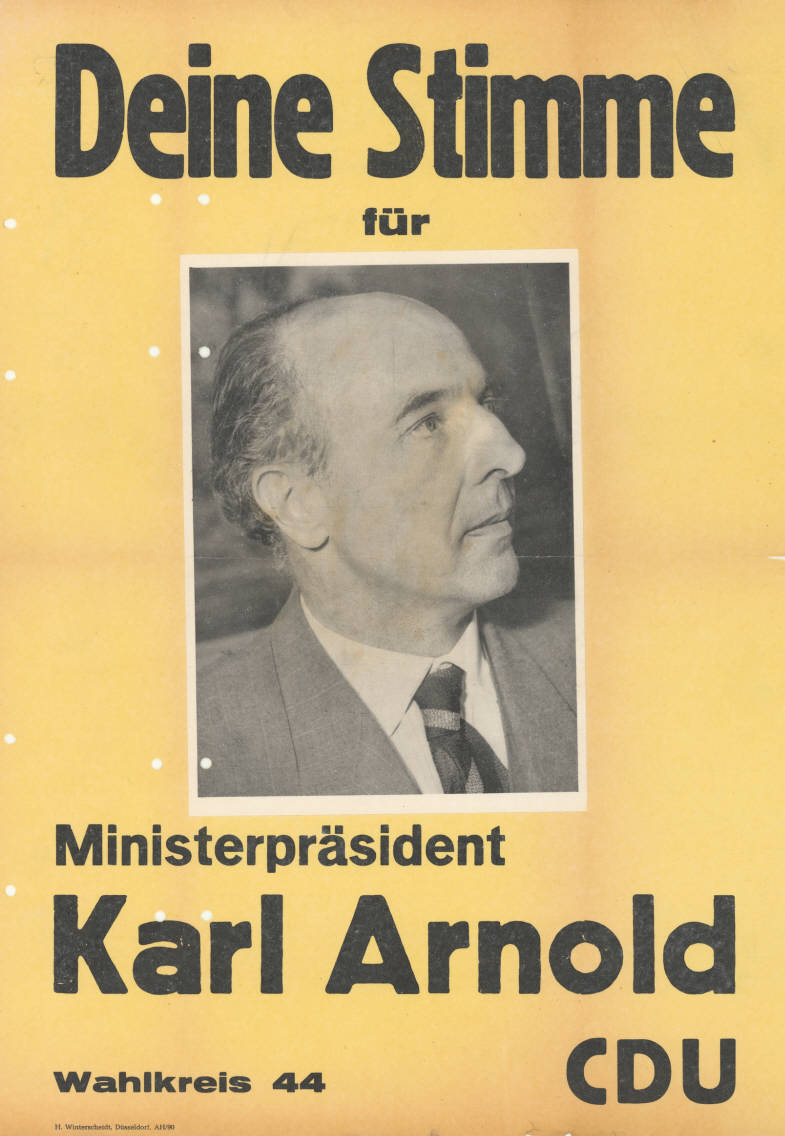
Porträt auf einem Wahlkampfplakat der CDU, 1950

Karl Borromäus Arnold (* 21. März 1901 in Herrlishöfen; † 29. Juni 1958 in Düsseldorf) war ein deutscher Politiker (Zentrum, CDU) und ein Vertreter des Christlichen Sozialismus. Er war von 1947 bis 1956 zweiter Ministerpräsident von Nordrhein-Westfalen. Vom 7. September 1949 bis zum 6. September 1950 war er der erste Präsident des Bundesrates.

## Leben und Beruf

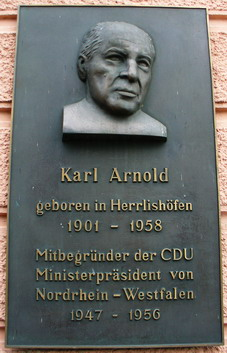
Gedenktafel in Herrlishöfen

Karl Arnold auf einer Briefmarke des Jahres 2001

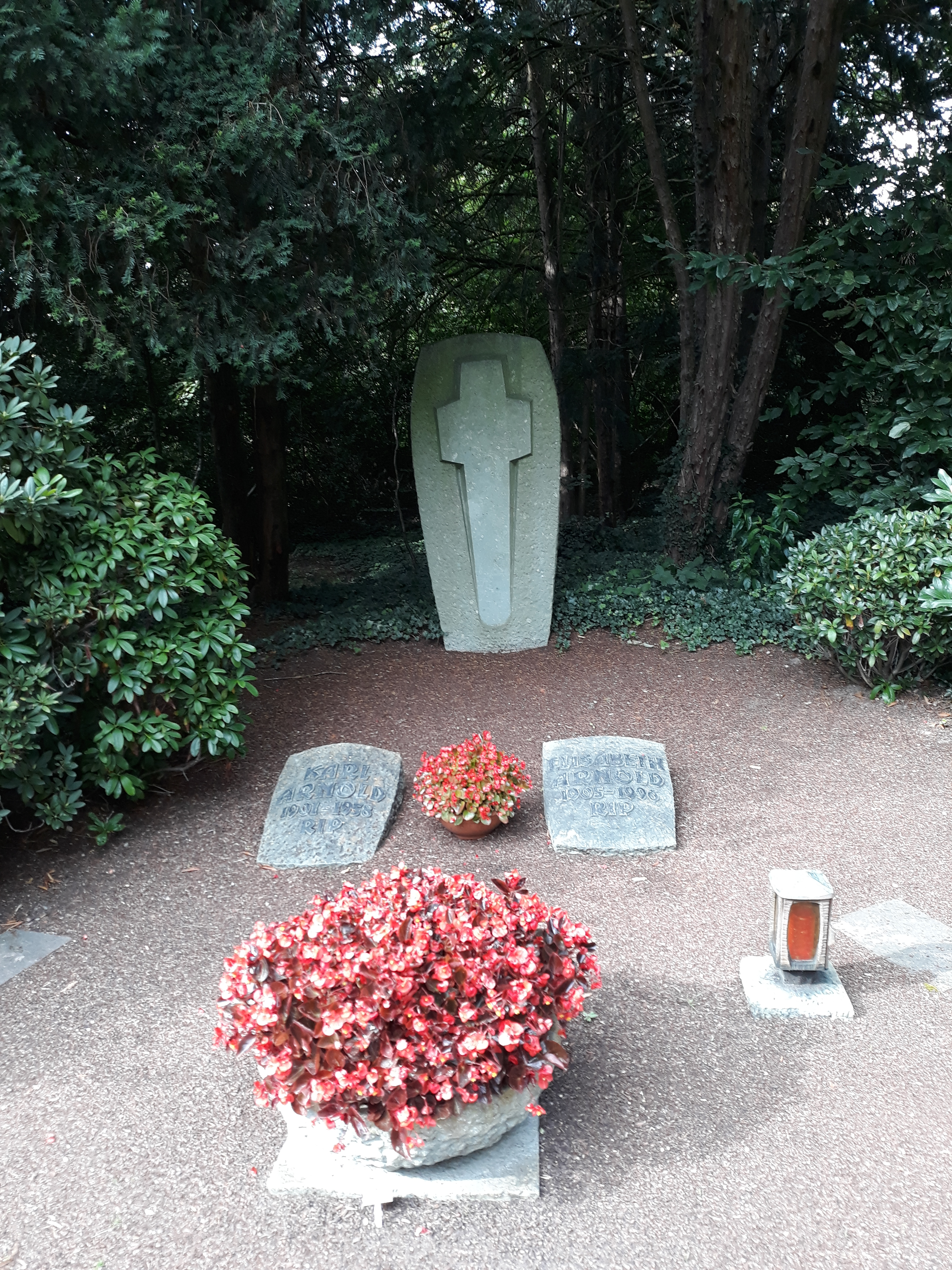
Das Grab von Karl Arnold und seiner Ehefrau Elisabeth („Liesel“) geborene Joeres auf dem Südfriedhof (Düsseldorf)

Karl Arnold absolvierte nach der Volksschule eine Ausbildung als Schuhmacher, die er 1919 als Geselle abschloss. 1920 und 1921 studierte er an der Sozialen Hochschule Leohaus in München; im Herbst 1921 zog er nach Düsseldorf, um eine Funktionärsstelle beim Christlichen Lederarbeiter-Verband zu übernehmen.
Er sah sich selbst zeitlebens als christlichen Sozialisten.
1920 trat Arnold in die Deutsche Zentrumspartei und in die katholische Arbeiterbewegung ein. Seit 1920 arbeitete er hauptamtlich als Funktionär der christlichen Gewerkschaften. 1924 wurde Arnold Sekretär des Bezirks Düsseldorf der christlichen Gewerkschaft.
Von 1925 bis 1933 war er Stadtverordneter in Düsseldorf.
1928 heiratete Arnold Liesel Joeres. Ihr 1933 geborener Sohn Gottfried wurde später Politiker (CDU) und war von 1961 bis 1983 Bundestagsabgeordneter.
Seit 1934 war Arnold Miteigentümer eines Installationsgeschäfts in Düsseldorf. Während des Dritten Reichs beobachtete und verfolgte ihn die Gestapo. Im Verlauf der Aktion Gewitter wurde Arnold im August 1944 inhaftiert, mangels Beweisen aber kurz darauf wieder freigelassen.
Im Dezember 1945 beteiligte sich Arnold mit Hans Böckler an der Gründung der Einheitsgewerkschaften, des heutigen DGB, im Rheinland. Arnold saß dem Bezirk Düsseldorf vor. Von der britischen Besatzungsmacht erhielt er – zusammen mit weiteren Lizenzträgern – die Tageszeitungslizenz für die christlich orientierte Rheinische Post, die noch heute im Teilbesitz seiner Nachfahren ist. 1956 wurde er Mitglied im wissenschaftlichen katholischen Studentenverein Unitas Reichenstein Aachen.
1958 wurde er als Nachfolger von Jakob Kaiser zum Vorsitzenden der CDU-Sozialausschüsse gewählt. Bei der Landtagswahl am 6. Juli des Jahres war Arnold der Spitzenkandidat der CDU Nordrhein-Westfalen.
Arnold kam am frühen Morgen des 29. Juni 1958 von einer Kundgebung in Minden nach Düsseldorf zurück und erlitt in seiner Wohnung einen Herzinfarkt.
Er wurde auf dem Südfriedhof in einem Ehrengrab der Stadt Düsseldorf beigesetzt.

## Partei
Arnold trat 1920 der Zentrumspartei bei. Im Jahr 1924 wurde Arnold Sekretär des Christlichen Lederarbeiter-Verbandes in Düsseldorf. Zwei Jahre später war er bereits Leiter des Bezirkskartells Düsseldorf der Christlichen Gewerkschaften.
Von 1925 bis 1933 war er Stadtverordneter in Düsseldorf. 1929 wurde er in den Rat der Stadt Düsseldorf gewählt, wo er den stellvertretenden Fraktionsvorsitz der Zentrumspartei übernahm. Nach dem Zweiten Weltkrieg nahm er seine politischen Aktivitäten wieder auf und gründete 1945 die Düsseldorfer Christlich-Demokratische Partei, die später Teil der CDU wurde. Mit Jakob Kaiser gehörte er zu der Gruppe ehemaliger christlicher Gewerkschaftsführer, die sich innerhalb der CDU für die Vergesellschaftung von Schlüsselindustrien einsetzten. Er gehörte damit zum linken Flügel seiner Partei. Nach der ersten Bundestagswahl gehörte Arnold in der CDU zu den Befürwortern einer Großen Koalition, konnte sich aber mit diesen Vorstellungen nicht gegen Konrad Adenauer durchsetzen. Von 1956 bis zu seinem Tode war Arnold stellvertretender CDU-Bundesvorsitzender.

## Abgeordneter
1925 bis 1933 war er Mitglied der Düsseldorfer Stadtverordnetenversammlung und dort stellvertretender Vorsitzender der Zentrumsfraktion.
Von 1946 bis zu seinem Tode war er Landtagsabgeordneter in Nordrhein-Westfalen, von 1947 bis 1949 auch Mitglied des Länderrates der Bizone. 1957 wurde Arnold mit einem Ergebnis von 72,6 % im Wahlkreis Geilenkirchen – Erkelenz – Jülich in den Bundestag gewählt und wurde dort stellvertretender Vorsitzender der CDU/CSU-Fraktion.

## Öffentliche Ämter

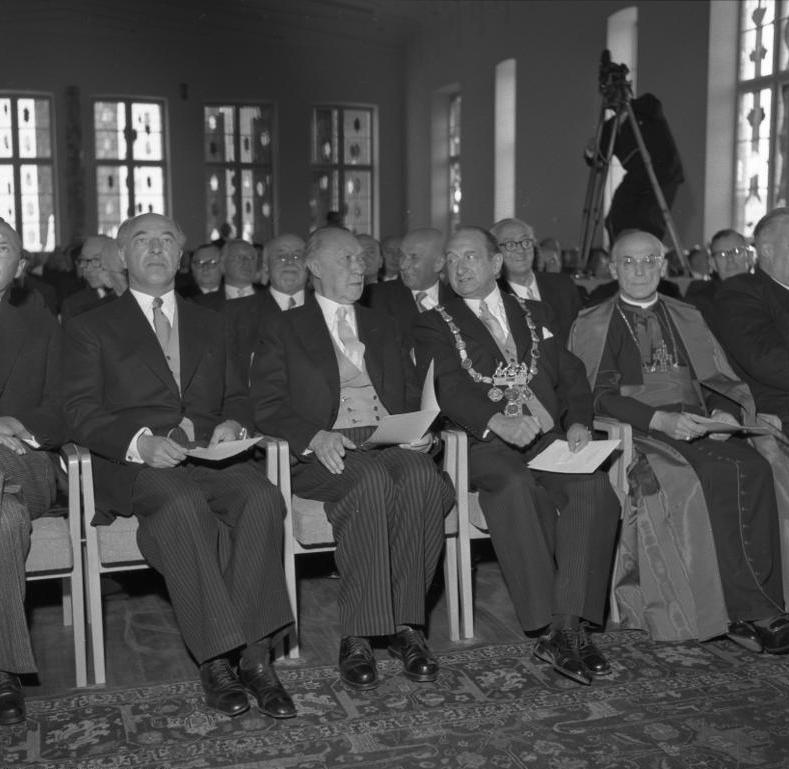
Karl Arnold (vorne links, neben Konrad Adenauer) bei der Einweihung des Gürzenich am 2. Oktober 1955

Am 29. Januar 1946 wurde Arnold zum Oberbürgermeister von Düsseldorf ernannt und am 26. Oktober 1946 in den ersten freien Kommunalwahlen bestätigt. Auf Betreiben des britischen Zivilgouverneurs William Asbury, der auf Veranlassung Brian Robertsons die Installation einer linksgerichteten Landesregierung anstrebte, um gegen die Ruhrindustrie, Adenauer und andere eher wirtschaftsliberal gesinnte Kräfte in der Ruhrfrage die von der britischen Labour Party favorisierte Politik der Verstaatlichung der Montanindustrie besser durchsetzen zu können, wurde er im Dezember 1946 bei der Bildung des  Kabinetts Amelunxen II zum stellvertretenden nordrhein-westfälischen Ministerpräsidenten ernannt. Von Juni 1947 bis Februar 1956 war Arnold Ministerpräsident dreier Koalitionsregierungen (Kabinett Arnold I, II und III).    Er führte verschiedene Koalitionen aus CDU, Zentrumspartei, SPD (bis 1950), FDP (seit 1954) und KPD (bis April 1948).
Am 7. September 1949 wurde er (bis zum 6. September 1950) der erste Bundesratspräsident und somit bis zum Amtsantritt von Theodor Heuss am 13. September 1949 erstes sowie kommissarisches Staatsoberhaupt der Bundesrepublik Deutschland.
Er wurde nach den Landtagswahlen in Nordrhein-Westfalen 1950 und 1954 jeweils als Ministerpräsident wiedergewählt. Als wichtige politische Handlungen in diesem Amt gelten unter anderem sein Beitrag zur Gründung des Westdeutschen Rundfunks, zur Montanmitbestimmung und die Etablierung eines Landesjugendplans.
Nachdem er Heinz Renner (KPD) im April 1948 aus seiner Regierung entlassen hatte, übernahm er zusätzlich dessen Amt als Verkehrsminister bis zur Landtagswahl 1950.
Als Carl Spiecker im November 1953 im Amt starb, übernahm Arnold dessen vormaliges Ressort (Minister für Bundesangelegenheiten) für ein halbes Jahr.
Am 20. Februar 1956 wurde Arnold durch ein konstruktives Misstrauensvotum von SPD, FDP und Zentrum gestürzt; Fritz Steinhoff (SPD) wurde Ministerpräsident. Zur Landtagswahl 1958 trat Arnold wieder als Spitzenkandidat der CDU an. Er starb eine Woche vor der Wahl im Alter von 57 Jahren an einem Herzinfarkt.

## Ehrungen

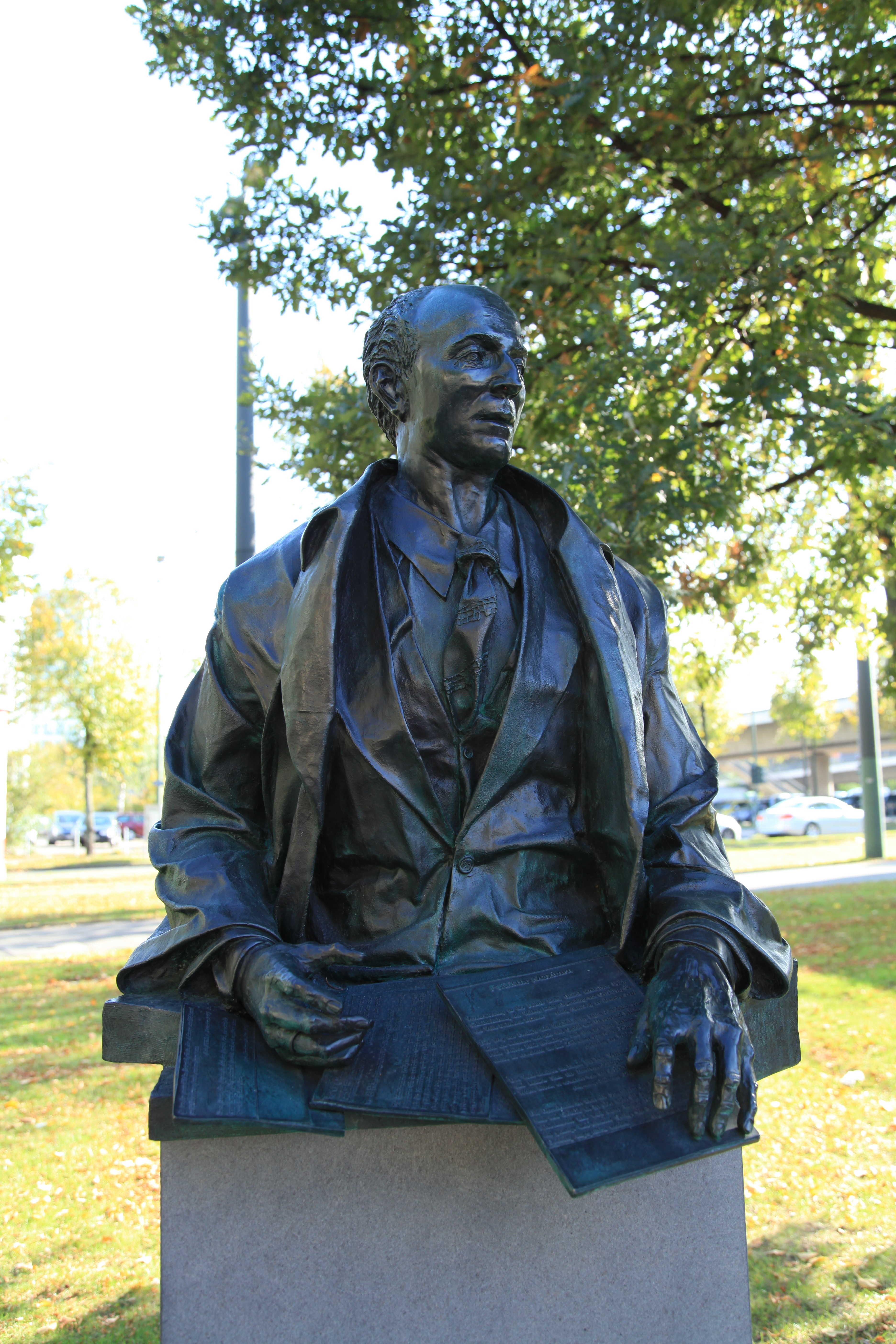
Karl-Arnold-Büste von Bert Gerresheim am Johannes-Rau-Platz im Regierungsviertel Düsseldorf

- 1953: Großkreuz des Verdienstordens der Bundesrepublik Deutschland
- Nach Arnold ist die Karl-Arnold-Stiftung, eine der CDU nah stehende politische Bildungseinrichtung in Nordrhein-Westfalen, benannt.
- Nach Karl Arnold ist der Karl-Arnold-Preis der Nordrhein-Westfälischen Akademie der Wissenschaften und der Künste benannt.
- Die Karl-Arnold-Schule Biberach, eine gewerbliche Schule im Kreisberufsschulzentrum Biberach an der Riß, trägt ebenso seinen Namen wie die Karl-Arnold-Schule in Ratingen, der Karl-Arnold-Platz und das Karl-Arnold-Haus in Düsseldorf und die Karl-Arnold-Straßen in Leverkusen, Hamm, Heinsberg, Kamen, Bonn, Osnabrück und weiteren Städten und Gemeinden.
- Aus Anlass seines 100. Geburtstages veröffentlichte die Deutsche Post AG 2001 eine von der Künstlerin Ursula Maria Kahrl entworfene Briefmarke mit dem Konterfei von Karl Arnold.[11]
- Am ehemaligen Rathaus seines Geburtsorts Herrlishöfen hängt eine Gedenktafel.
- Arnold war Ehrenmitglied der katholischen Studentenverbindungen AV Rheinstein zu Köln im CV und KStV Germania Münster im KV.
- 2. Oktober 2012: Am Johannes-Rau-Platz in Düsseldorf, gegenüber dem ehemaligen Amtssitz der nordrhein-westfälischen Ministerpräsidenten (Villa Horion) und nahe dem benachbarten Behrensbau (Mannesmann-Haus), wurde eine vom Bildhauer Bert Gerresheim entworfene Büste Arnolds enthüllt.[12]